# Igarapé Jundiá
Igarapé Jundiá es un río de Brasil.  Está ubicado en el estado de Roraima , en el noroeste del país, a 2.400 km al noroeste de Brasilia, la capital del país. Igarapé Jundiá ubicado en el lago del lago Ressaca da Galinha . Igarapé Jundiá forma parte de la cuenca del río Amazonas .